# Antimima insidens
Antimima insidens är en isörtsväxtart som först beskrevs av Harriet Margaret Louisa Bolus, och fick sitt nu gällande namn av Chess. Antimima insidens ingår i släktet Antimima och familjen isörtsväxter. Inga underarter finns listade i Catalogue of Life.